# Marbach am Neckar
Marbach am Neckar város Baden-Württembergben, a Ludwigsburgi járásban. A tartományi fővárostól, Stuttgarttól mintegy 20 kilométerre északra fekszik. Marbach am Neckar a stuttgarti régió és a stuttgarti európai nagyvárosi régió része. 2023 végén 15 461 lakossal rendelkezett.  A város legfőképp Friedrich Schiller szülőhelyeként ismert, akinek köszönheti a 2022 óta hivatalosan is elismert Schillerstadt kiegészítő elnevezést. 2022 óta a városban található a Schiller Nemzeti Múzeum, a Német Irodalmi Archívum és a Modern Irodalom Múzeum.

## Története
Marbachot valószínűleg Kr. u. 700 körül alapították frank királyi udvarként. Először 972-ben említik egy oklevélben, a mai óváros pedig a 12. század végétől épült a régebbi településközponttól délnyugatra fekvő dombon. Marbach 1302 körül Württemberg része lett, egy hivatal székhelye (a későbbi Oberamt Marbach) és Württemberg egyik legfontosabb városa, eltekintve a 15. században a Pfalzi Választófejedelemséghez fűződő rövid epizódtól. A pfalzi örökösödési háború idején, 1693-ban a várost a francia csapatok nagyrészt felégették. Ennek és a közeli Ludwigsburg létrejöttének következtében Marbach elvesztette jelentőségét. Friedrich Schiller költő 1759-ben Marbachban született. Halála után Marbach a Schiller-rajongás központjává vált, amiről a szülőház, a Schiller Nemzeti Múzeum, a Német Irodalmi Archívum és a Modern Irodalom Múzeum tanúskodik. 1938-ban Marbach elvesztette közigazgatási központként betöltött funkcióját, amikor a Marbachi kerületet feloszlatták. Rielingshausent 1972-ben csatolták hozzá a városhoz, miután Siegelhausen már 1828-ban csatlakozott hozzá.

## Népesség
A település népessége az elmúlt években az alábbi módon változott:
| Lakosok száma | 10 672 | 11 566 | 12 343 | 12 054 | 12 578 | 13 525 | 14 757 | 15 627 | 15 337 | 16 010 |
|               | 1961   | 1967   | 1974   | 1980   | 1987   | 1993   | 2000   | 2006   | 2013   | 2023   |

## Híres személyek
- itt született Friedrich Schiller (1759–1805) költő, filozófus és történész, a legjelentősebb német drámaíró
- itt született Rolf Geiger (1934–2023) nyugatnémet válogatott labdarúgó, olimpikon

## Fordítás
- Ez a szócikk részben vagy egészben  a   Marbach am Neckar című német Wikipédia-szócikk ezen változatának fordításán alapul.  Az eredeti cikk szerkesztőit annak laptörténete sorolja fel. Ez a jelzés csupán a megfogalmazás eredetét és a szerzői jogokat jelzi, nem szolgál a cikkben szereplő információk forrásmegjelöléseként.